# Liste der Lieder von Bridgit Mendler
Dies ist eine Liste der aufgenommenen und veröffentlichten Lieder der US-amerikanischen Sängerin Bridgit Mendler. Die Titel sind alphabetisch sortiert. Sie gibt Auskunft über die Urheber und auf welchem Tonträger die Komposition erstmals zu finden ist.

## Eigenkompositionen

### #
| Titel | Autoren                                                              | Album               | Jahr |
| ----- | -------------------------------------------------------------------- | ------------------- | ---- |
| 5:15  | Bridgit Mendler, Emanuel Kiriakou, Andrew Goldstein, Priscilla Renea | Hello My Name Is... | 2012 |

### A
| Titel                   | Autoren                                                              | Album               | Jahr |
| ----------------------- | -------------------------------------------------------------------- | ------------------- | ---- |
| All I See Is Gold       | Bridgit Mendler, Emanuel Kiriakou, Andrew Goldstein, Priscilla Renea | Hello My Name Is... | 2012 |
| Atlantis (feat. Kaiydo) | Bridgit Mendler, Kaiydo                                              | Nemesis             | 2016 |

### B
| Titel                                  | Autoren                                                     | Album               | Jahr |
| -------------------------------------- | ----------------------------------------------------------- | ------------------- | ---- |
| Blonde                                 | Bridgit Mendler, Leah Haywood, Daniel Pringle               | Hello My Name Is... | 2012 |
| Breakthrough (mit Lemonade Mouth Cast) | Bryan Todd, Maria Christensen, Shridhar Solanki, Adam Hicks | Lemonade Mouth      | 2011 |

### C
| Titel                              | Autoren                                                 | Album               | Jahr |
| ---------------------------------- | ------------------------------------------------------- | ------------------- | ---- |
| Can't Bring This Down (feat. Pell) | Bridgit Mendler, Jared Thomas Pellerin, Spencer Bastian | –                   | 2017 |
| City Lights                        | Bridgit Mendler, Jai Marlon, David Ryan, Freddy Wexler  | Hello My Name Is... | 2012 |

### D
| Titel                          | Autoren                                                                                | Album          | Jahr |
| ------------------------------ | -------------------------------------------------------------------------------------- | -------------- | ---- |
| Determinate (feat. Adam Hicks) | Niclas Molinder, Joacim Persson, Johan Alkenäs, Charlie Mason, Ebony Burks, Adam Hicks | Lemonade Mouth | 2011 |
| Diving (feat. RKCB)            | Bridgit Mendler                                                                        | –              | 2017 |
| Do You Miss Me at All          | Bridgit Mendler, Spencer Bastian, Mischa Chillak                                       | Nemesis        | 2016 |

### F
| Titel           | Autoren                                        | Album               | Jahr |
| --------------- | ---------------------------------------------- | ------------------- | ---- |
| Forgot to Laugh | Bridgit Mendler, Emanuel Kiriakou, Evan Bogart | Hello My Name Is... | 2012 |

### G
| Titel                            | Autoren                                                    | Album | Jahr |
| -------------------------------- | ---------------------------------------------------------- | ----- | ---- |
| Give Love a Try (mit Nick Jonas) | John Taylor, Joseph Jonas, Nick Jonas, Paul Kevin Jonas II | Jonas | 2009 |

### H
| Titel                                | Autoren                                                          | Album                                        | Jahr |
| ------------------------------------ | ---------------------------------------------------------------- | -------------------------------------------- | ---- |
| Hang In There Baby                   | Jeanne Lurie, Chen Neeman, Aris Archontis                        | Make Your Mark: Ultimate Playlist            | 2012 |
| Here We Go (mit Lemonade Mouth Cast) | Ali Dee, Vincent Alfieri, Zach Danziger                          | Lemonade Mouth                               | 2011 |
| Hold On for Dear Love                | Bridgit Mendler, Donnell Shawn Butler, Freddy Wexler             | Hello My Name Is...                          | 2012 |
| How to Believe                       | Brendan Milburn, Valerie Vigoda                                  | Disney Fairies: Faith, Trust, and Pixie Dust | 2012 |
| Hurricane                            | Bridgit Mendler, Emanuel Kiriakou, Evan Bogart, Andrew Goldstein | Hello My Name Is...                          | 2012 |

### I
| Titel                | Autoren                        | Album | Jahr |
| -------------------- | ------------------------------ | ----- | ---- |
| I'm Gonna Run to You | Bridgit Mendler, Jamie Houston | –     | 2011 |

### L
| Titel                                           | Autoren                                                                  | Album               | Jahr |
| ----------------------------------------------- | ------------------------------------------------------------------------ | ------------------- | ---- |
| Library                                         | Bridgit Mendler, Spencer Bastian, Mischa Chillak                         | Nemesis             | 2016 |
| Livin' On a High Wire (mit Lemonade Mouth Cast) | Windy Wagner, Ken Stacey, David Walsh, Joleen Belle, Adam Hicks          | Lemonade Mouth      | 2011 |
| Love Will Tell Us Where to Go                   | Bridgit Mendler, Emanuel Kiriakou, Jai Marlon, David Ryan, Freddy Wexler | Hello My Name Is... | 2012 |

### M
| Titel                                      | Autoren                                    | Album                           | Jahr |
| ------------------------------------------ | ------------------------------------------ | ------------------------------- | ---- |
| More Than a Band (mit Lemonade Mouth Cast) | Jeannie Lurie, Aris Archontis, Chen Neeman | Lemonade Mouth                  | 2011 |
| My Song for You (mit Shane Harper)         | Scott Krippayne, Kari Kimmel               | Disney Channel Holiday Playlist | 2012 |

### P
| Titel    | Autoren                   | Album               | Jahr |
| -------- | ------------------------- | ------------------- | ---- |
| Postcard | Bridgit Mendler, Toby Gad | Hello My Name Is... | 2012 |

### Q
| Titel     | Autoren                                          | Album               | Jahr |
| --------- | ------------------------------------------------ | ------------------- | ---- |
| Quicksand | Bridgit Mendler, Emanuel Kiriakou, Freddy Wexler | Hello My Name Is... | 2012 |

### R
| Titel              | Autoren                                                                 | Album               | Jahr |
| ------------------ | ----------------------------------------------------------------------- | ------------------- | ---- |
| Ready or Not       | Bridgit Mendler, Emanuel Kiriakou, Evan Bogart, Thom Bell, William Hart | Hello My Name Is... | 2012 |
| Rocks at My Window | Bridgit Mendler, Emanuel Kiriakou, Evan Bogart, Andrew Goldstein        | Hello My Name Is... | 2012 |

### S
| Titel           | Autoren                                          | Album          | Jahr |
| --------------- | ------------------------------------------------ | -------------- | ---- |
| Snap My Fingers | Bridgit Mendler, Spencer Bastian, Mischa Chillak | Nemesis        | 2016 |
| Somebody        | Lindy Robbins, Reed Vertelney                    | Lemonade Mouth | 2011 |
| Summertime      | Bridgit Mendler                                  | –              | 2012 |

### T
| Titel                                       | Autoren                                                                              | Album               | Jahr |
| ------------------------------------------- | ------------------------------------------------------------------------------------ | ------------------- | ---- |
| Temperamental Love (feat. Devontée)         | Bridgit Mendler, Devontée                                                            | –                   | 2017 |
| The Fall Song                               | Bridgit Mendler, Emanuel Kiriakou, Evan Bogart                                       | Hello My Name Is... | 2012 |
| This Is My Paradise                         | Bridgit Mendler                                                                      | –                   | 2011 |
| Top of the World                            | Bridgit Mendler, Emanuel Kiriakou, Jai Marlon, Laura Raia, David Ryan, Freddy Wexler | Hello My Name Is... | 2012 |
| Turn Up the Music (mit Lemonade Mouth Cast) | Adam Watts, Andy Dodd                                                                | Lemonade Mouth      | 2011 |

### W
| Titel                                            | Autoren                                          | Album               | Jahr |
| ------------------------------------------------ | ------------------------------------------------ | ------------------- | ---- |
| Wait for Me (Shane Harper feat. Bridgit Mendler) | Zac Poor, Shane Harper, Samantha Jade            | Shane Harper        | 2011 |
| We Can Change the World                          | Bridgit Mendler, Joacim Persson                  | –                   | 2011 |
| We're Dancing                                    | Bridgit Mendler, Josh Alexander, Billy Steinberg | Hello My Name Is... | 2012 |

## Coverversionen
| Titel             | Autoren      | Album         | Jahr |
| ----------------- | ------------ | ------------- | ---- |
| When She Loved Me | Randy Newman | Disneymania 7 | 2010 |